# ألان كالدويل
ألان كالدويل (بالإنجليزية: Alan Caldwell)‏ هو لاعب كرة قدم أمريكية أمريكي، ولد في 22 مايو 1956 في وينستون-سالم في الولايات المتحدة.

## وصلات خارجية
- ألان كالدويل على موقع مرجع كرة القدم المحترفة.كوم (الإنجليزية)